# Evaeverson Lemos da Silva
Evaeverson Lemos da Silva, genannt Brandão, (* 16. Juni 1980 in São Paulo) ist ein brasilianischer ehemaliger Fußballspieler.

## Karriere
Nach einer erfolgreichen Fußball-Jugend in Brasilien wechselte Brandão 2002 von seinem damaligen Verein AD São Caetano in die Ukraine zu Schachtar Donezk. Dort wurde er schnell zum Stammspieler und bildete mit dem ukrainischen Nationalstürmer Andrij Worobej den Angriff der Ukrainer.
In der Saison 2006/07 spielte Brandão mit seinem Verein in der Champions League, zusammen mit dem FC Valencia, Olympiakos Piräus und dem AS Rom in einer Gruppe.
Im Januar 2009 wechselte er für sechs Millionen Euro in die Ligue 1 zu Olympique Marseille. Während seiner Zeit in Marseille wurde er im Jahr 2011 zwei Mal nach Brasilien zu Cruzeiro EC und Grêmio FBPA verliehen.
Zur Saison 2012/13 wechselte Brandão ablösefrei zum AS Saint-Étienne. Danach spielte Brandão zwei Jahre für den SC Bastia, bevor er wieder in seine Heimat ging. Zum Ende seiner Laufbahn spielte er ein halbes Jahr in Griechenland.
Am 16. August 2014 attackierte Brandão seinen Pariser Gegenspieler Thiago Motta im Kabinengang nach einer 2:0-Niederlage. Motta erlitt einen Nasenbeinbruch durch einen Kopfstoß. Der französische Verband LFP sperrte Brandão daraufhin für 6 Monate bis zum 22. Februar 2015, am 27. November 2014 verurteilte ihn zudem ein Pariser Gericht zu einem Monat Haft ohne Bewährung und 20.000 Euro Geldstrafe.

## Erfolge
- Schachtar Donezk
  - Ukrainischer Meister: 2005, 2006 und 2008
  - Ukrainischer Fußballpokalsieger: 2004 und 2008
  - Ukrainischer Fußball-Supercupsieger: 2005 und 2008

- Olympique Marseille
  - Französischer Meister: 2010
  - Französischer Ligapokalsieger: 2010, 2011 und 2012
  - Französischer Supercupgewinner: 2010 und 2011

- AS Saint-Étienne
  - Französischer Ligapokalsieger: 2013